# Elektriciteitscentrale Esbjerg
Elektriciteitscentrale Esbjerg (Esbjergværket) bij haven van de stad Esbjerg naast het Nationaal Park Vadehavet is een energiecentrale in Denemarken.
Deze steenkoolcentrale van Dong Energy heeft drie eenheden. De schoorsteen van blok 3 is 250 meter hoog en daarmee hoogste schoorsteen van Denemarken, beide palen van de Grote Beltbrug zijn nog vier meter hoger.